# Tristagma circinatum
Tristagma circinatum là một loài thực vật có hoa trong họ Amaryllidaceae. Loài này được (Sandwith) Traub miêu tả khoa học đầu tiên năm 1963.